# Harpagus bidentatus

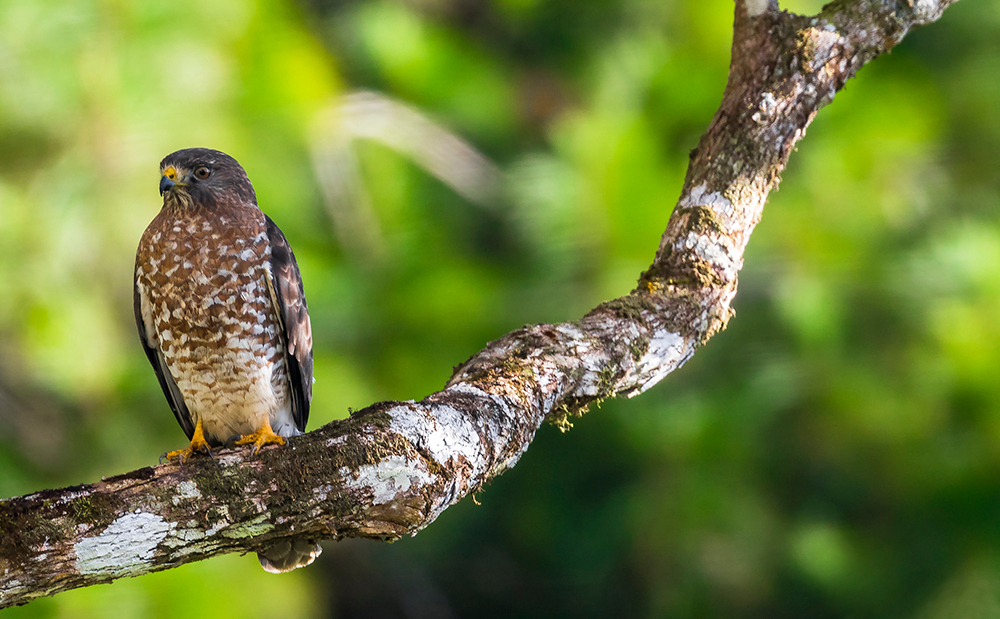
Milano bidentado (Harpagus bidentatus), en el área de Altos del María, Panamá.

El milano bidentado (Harpagus bidentatus), también conocido como gavilán bidentado, es una especie de ave accipitriforme de la familia Accipitridae.

## Descripción
Es un rapaz relativamente pequeño que mide entre 33 y 38 cm y pesa 161-230 gramos.
Se alimenta principalmente de lagartijas e insectos. Suele cazar desde una percha por encima de la selva como punto de observación para lanzarse hacia abajo para atrapar sus presas.

## Distribución geográfica y hábitat
Su área de distribución incluye Belice, Bolivia, Brasil, Colombia, Costa Rica, Ecuador, El Salvador, Guyana francesa, Guatemala, Guyana, Honduras, México, Nicaragua, Panamá, Perú, Suriname, Trinidad y Tobago, y Venezuela. Su hábitat natural incluye bosque húmedo subtropical y tropical.

## Subespecies
Dos subespecies son reconocidas como válidas:
- H. b. fascitus Lawrence, 1869 — desde el sureste de México al oeste de Colombia y Ecuador.
- H. b. bidentatus (Latham, 1790) — desde oeste de Colombia y Ecuador y a través de la Amazonía hasta el sur de Brasil.